# Pierre Étaix
Pierre Étaix (Roanne, 23 de noviembre de 1928-París, 14 de octubre de 2016) fue un director, actor, payaso, ilusionista, dibujante, dramaturgo, músico y humorista francés.

## Trayectoria

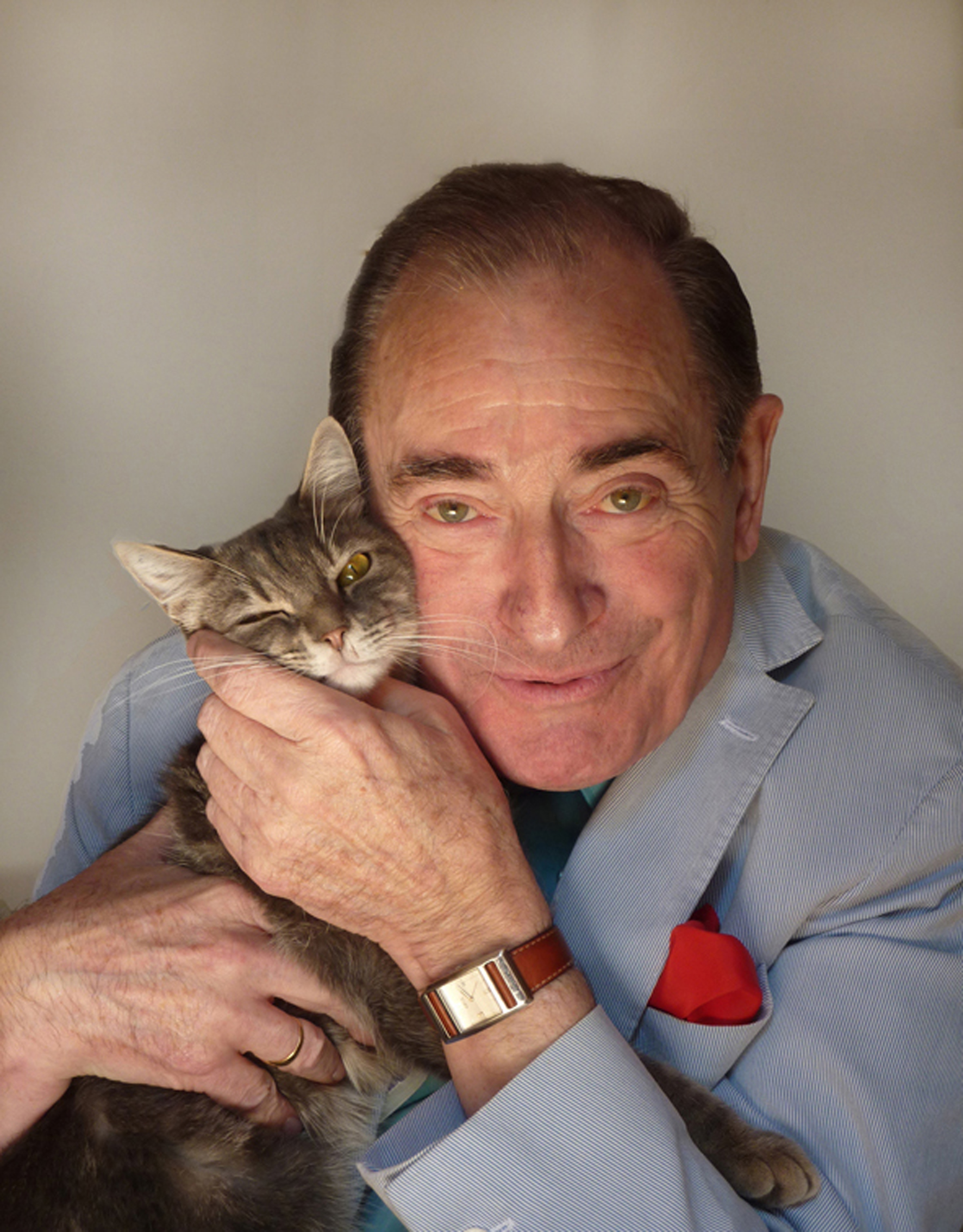
Pierre Étaix en 2010

Hijo de Édmond Étaix (1904-1964), comerciante de cueros y de Berthe Tacher (1907-1987).
Étaix desarrolló su carrera esencialmente en torno del humor y del circo. Su dominio de la imagen, el sonido y la comicidad en sus películas, en los cuales los gags aparecían sin cesar, hicieron de Étaix único representante de la comedia física (slapstick) en Francia, al igual lo hizo Jerry Lewis, uno de los últimos artistas del género en los Estados Unidos.
Dibujante con formación, se inició en el arte del vitral por el maestro Théo Hanssen. Se estableció en París y vivió de hacer ilustraciones, a la vez que actuaba en cabarets y music halls como Le Cheval d'Or, Les Trois Baudets, ABC, Alhambra, Bobino o el Olympia de París, además de trabajar en el circo con el payaso Nino.
Conoció a Jacques Tati en 1954, para quien trabajo como dibujante y gagman en la preparación de su película Mi tío, y en 1958 como su ayudante de dirección. Hizo el cartel de la película, al igual que el de Las vacaciones del Sr. Hulot. En 1960 tuvo un número de music-hall en el espectáculo de Tati Jour de fête à l'Olympia. Étaix era un gran admirador de los maestros del cine slapstick de la época muda, entre ellos Buster Keaton, Harold Lloyd, Harry Langdon, Max Linder, Charlie Chaplin y Stan Laurel y Oliver Hardy, a los cuales homenajeaba gráficamente.
Su aprendizaje con Tati le llevó de manera natural a la dirección de su primer cortometraje, Rupture, que escribió con Jean-Claude Carrière. Un día después de rodar la cinta, Étaix presentó a su productor la idea de su segundo cortometraje, Heureux anniversaire, también escrito con Carrière, que obtuvo, entre otros premios, el Óscar al mejor cortometraje en la ceremonia de los Premios Óscar de 1962.
Dirigió su primer largometraje, Le Soupirant, en 1963 y después Yoyo en 1964, en el que rendía homenaje al mundo del circo. Posteriormente dirigió otras dos películas, Tant qu'on a la santé (1965) y Le Grand Amour (1968), ambas escritas en colaboración con su amigo, Carrière.
En el verano de 1969 dirigió Pays de cocagne, que fue rechazado por una gran parte de la crítica, que no le perdonaba su triste constatación del florecimiento de la sociedad de consumo tras los hechos de mayo de 1968 en Francia, utilizando una mordaz ironía y cariño por la gente que filma con ocasión de la gira Podium d'Europe N°1 durante el Tour de Francia (ciclismo). A partir de entonces atravesó una larga etapa de desierto cinematográfico.
Ante la escasez de artistas circenses franceses, Étaix tomó la decisión de fundar la l’École Nationale de Cirque (hoy l’Académie Fratellini) en 1973, junto a su esposa, Annie Fratellini y de financiar giras circenses propias. Adoptó junto a Fratellini el papel de payaso blanco, tras haber actuado durante largo tiempo como un augusto.
Étaix escribió cuatro guiones entre 1974 y 1986 : B.A.B.E.L, Aimez-vous les uns les autres ?, Nom de Dieu y Fôst, pero no llegaron a la pantalla. El proyecto de la película B.A.B.E.L fue rechazado por un gran número de productores. El coste de la película y el desafecto del público por Lewis, que debía actuar en la película, fueron los argumentos usados por los productores y distribuidores que pensaban no conseguir beneficio alguno de la asociación.
En 1985, firmó su primera pieza teatral L'âge de Monsieur est avancé, homenaje a Sacha Guitry. La escenografía estuvo a cargo de Jean Poiret. Ante el éxito de la pieza, se solicitó su adaptación a la televisión en 1987. Dirigió el film e interpretó el papel principal junto a Nicole Calfan y Jean Carmet. Al año siguiente, a solicitud de la cadena La Sept para una velada temática sobre Georges Méliès, realizó el cortometraje Méliès 88 : rêve d'artiste, interpretado por Christophe Malavoy. Ese mismo año rodó también Rapt, episodio de la serie televisiva Souris noire, que obtuvo el premio de plata del Festival International des Programmes Audiovisuels.
En 1986, le propuso a Michel Colucci el papel principal de su proyecto cinematográfico Aimez-vous les uns les autres ?. Había aceptado, pero su trágica muerte, le hizo abandonar el proyecto.
En 1989, se le confió la dirección de la primera película de ficción en formato omnimax, J'écris dans l'espace, para La Géode. La solicitud se relacionaba con las celebraciones del bicentenario de la Revolución. Étaix escribió el guion en colaboración con Carrière. Su interés por el proyecto fue motivado por tratarse de una forma de expresión diferente de la clásica cinematográfica. Esta película puso fin a la carrera de Étaix como director cinematográfico.
En los siguientes años, realizó carteles y series de dibujos bajo encargo de diferentes editoriales. En octubre de 2009, el Festival Lumière de Lyon creó la retrospectiva Vive Pierre Étaix !.

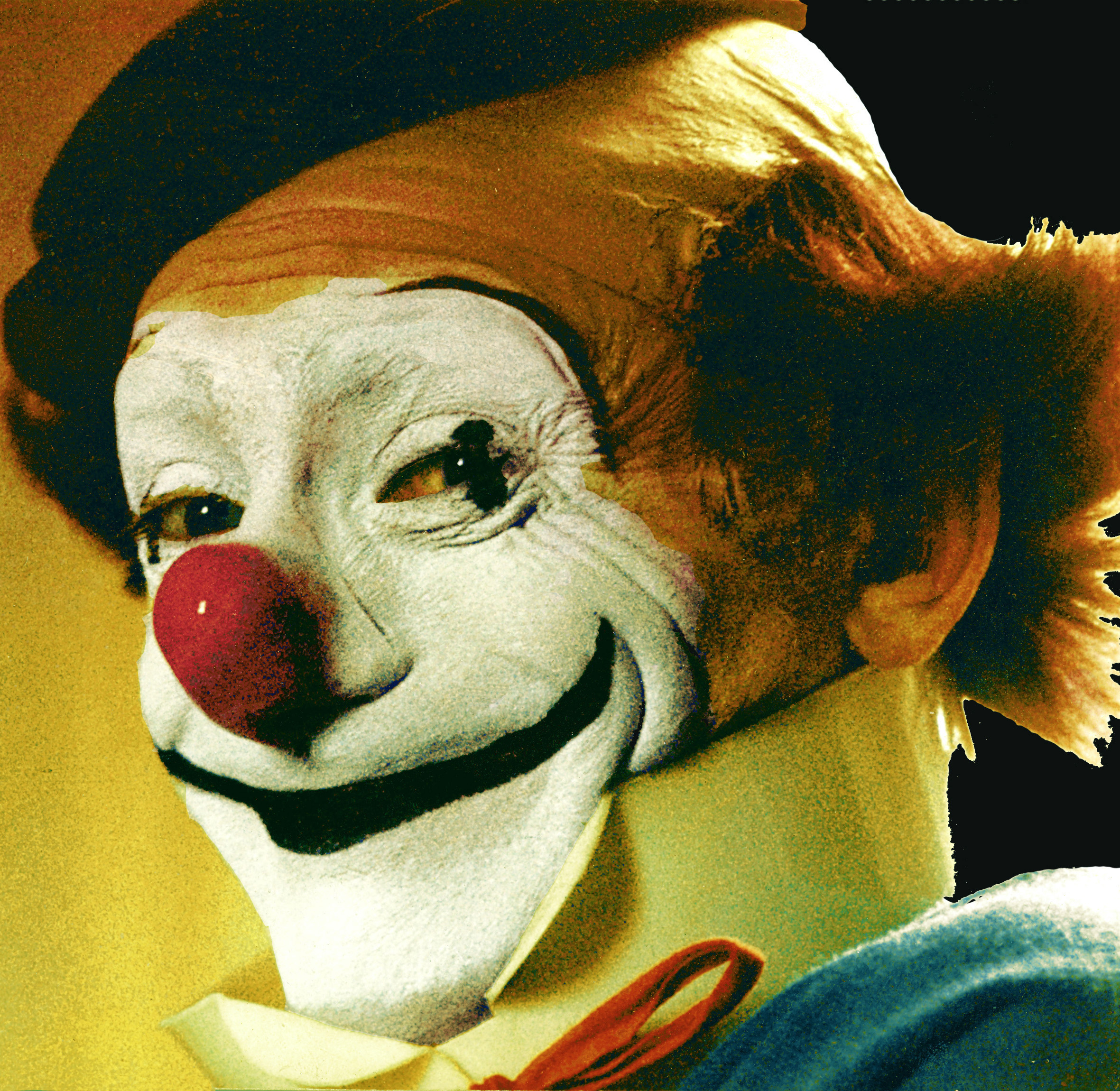
« Yoyo », Pierre Étaix en 2012

En enero de 2010 volvió al escenario con su último espectáculo de music-hall, Miousik Papillon, en el cual reaparecía con los rasgos de Yoyo, y que representó en Burdeos y Lausana y, que finalmente, estuvo de gira por Francia.
La revista GRUPPEN dedicó en junio de 2011, una treintena de páginas a la publicación de una entrevista durante la cual Pierre Étaix rememoraba su trayectoria como payaso y cineasta.
La Academia de Artes y Ciencias Cinematográficas le rindió homenaje en Los Ángeles el 16 de noviembre de 2011 en un acto titulado Pierre Étaix : The Laughter Returns.
Desde finales de noviembre de 2012, volvió a la pista bajo la carpa del circo Joseph Bouglione en Chatou, con los rasgos de su personaje Yoyo, para apoyar a Pieric, su antiguo alumno.
En enero de 2013, fue nombrado comendador de la Orden de las Artes y las Letras, premio que no fue a recoger.
A finales de septiembre de 2014 subió al escenario para un espectáculo único en el Théâtre Berthelot de Montreuil, acompañando a Michel Fau, Nicole Calfan, el mago Pierre Switon y los payasos Housch-Ma-Housch y Pieric.
Falleció en París, el 14 de octubre de 2016, a causa de una infección intestinal. Tenía 87 años de edad. El funeral tuvo lugar el 19 de octubre de 2016 en la Iglesia Saint-Roch de París. Acudieron Costa-Gavras, Jean-Paul Rappeneau, Mathilda May, Zinedine Soualem, Nicole Calfan, Christophe Malavoy, Hervé Vilard, Bernard Bilis, Gérard Majax, Pierre Triboulet, Jean-Claude Carrière y Serge Toubiana.

## Teatro
- 1972 : À quoi on joue ?, de Pierre Étaix, Théâtre Hébertot
- 1983 : L'Âge de Monsieur est avancé, de Pierre Étaix, Teatro de los Campos Elíseos
- 2010 : Miousik Papillon, de Pierre Étaix, Théâtre de Vidy.

## Filmografía

### Director

#### Largometrajes
- 1962 : Le Soupirant
- 1965 : Yoyo
- 1966 : Tant qu'on a la santé (versión original compuesta de 4 cortometrajes: Tant qu'on a la santé, Nous n'irons plus au bois, Le Cinématographe y En pleine forme)
- 1969 : Le Grand Amour
- 1971 : Pays de cocagne
- 1971 : Tant qu'on a la santé (versión que suprimía En pleine forme sustituyéndola por Insomnie)
- 1987 : L'Âge de monsieur est avancé
- 1989 : J'écris dans l'espace

#### Cortometrajes
- 1961 : Rupture
- 1962 : Heureux Anniversaire
- 1963 : Insomnie
- 1987 : Souris noire (serie TV): episodio Le Rapt
- 1988 : Méliès 88 : rêve d'artiste (telefilm)
- 2010 : En pleine forme

### Guionista

#### Largometrajes
- 1962 : Le Soupirant
- 1965 : Yoyo
- 1966 : Tant qu'on a la santé
- 1969 : Le Grand Amour
- 1971 : Pays de cocagne
- 1971 : Tant qu'on a la santé (versión que suprimía En pleine forme sustituyéndola por Insomnie)
- 1972 : Aujourd'hui à Paris (TV), de Pierre Tchernia, escrita por Pierre Etaix y René Goscinny
- 1987 : L'Âge de monsieur est avancé (TV)
- 1989 : J'écris dans l'espace

#### Cortometrajes
- 1961 : Rupture
- 1962 : Heureux Anniversaire
- 1963 : Insomnie
- 1987 : Souris noire (serie TV): episodio Le Rapt
- 1988 : Méliès 88 : rêve d'artiste (telefilm)
- 2010 : En pleine forme

### Actor

#### Cine
- 1956 : Mi tío, de Jacques Tati
- 1959 : Pickpocket, de Robert Bresson
- 1960 : Tire-au-flanc 62, de Claude de Givray
- 1961 : Rupture, de Pierre Étaix
- 1962 : Une grosse tête, de Claude de Givray
- 1962 : Le Pèlerinage, de Jean L'Hôte
- 1962 : Heureux anniversaire, de Pierre Étaix
- 1963 : Le Soupirant, de Pierre Étaix
- 1964 : Yoyo, de Pierre Étaix
- 1966 : Tant qu'on a la santé, de Pierre Étaix
- 1966 : Le Voleur, de Louis Malle
- 1968 : Le Grand Amour, de Pierre Étaix
- 1971 : I Clowns, de Federico Fellini
- 1971 : Pays de Cocagne, de Pierre Etaix
- 1972 : El día que el payaso lloró, de Jerry Lewis
- 1973 : Bel Ordure, de Jean Marbœuf
- 1974 : Sérieux comme le plaisir, de Robert Benayoun
- 1978 : Noctuor, de Philippe Arthuys y Jean Jourdan
- 1985 : Max mon amour, de Nagisa Oshima
- 1987 : L'âge de monsieur est avancé, de Pierre Étaix
- 1987 : Nuit docile, de Guy Gilles
- 1989 : Henry y June, de Philip Kaufman
- 2006 : Jardins en automne, de Otar Iosseliani
- 2008 : Lucifer et moi, de Jacques Grand-Jouan
- 2009 : Micmacs, de Jean-Pierre Jeunet
- 2010 : Chantrapas, de Otar Iosseliani
- 2011 : Le Havre, de Aki Kaurismäki
- 2015 : Chant d'hiver, de Otar Iosseliani

#### Televisión
- 1980 : Cinéma 16: episodio Lundi
- 1983 : L'Étrange château du docteur Lerne, de Jean-Daniel Verhaeghe
- 1983 : La métamorphose, de Jean-Daniel Verhaeghe
- 1984 : L'Aide-mémoire, de Pierre Boutron
- 1987 : Les Idiots, de Jean-Daniel Verhaeghe
- 1989 : Bouvard et Pécuchet, de Jean-Daniel Verhaeghe

## Premios y reconocimientos
Festival Internacional de Cine de San Sebastián
| Año  | Categoría       | Película            | Resultado |
| ---- | --------------- | ------------------- | --------- |
| 1966 | Concha de Plata | Mientras haya salud | Ganador   |

- Rupture
  - Premio FIPRESCI del Festival de Mannheim, 1961.
  - Gran Premio del Festival Internacional de cortometrajes de Oberhausen, 1961.
- Heureux anniversaire
  - Gran Premio del Festival de Oberhausen, 1962.
  - Premio Simone-Dubreuilh en Mannheim, 1962.
  - Óscar al mejor cortometraje en los Óscar de 1962).
  - BAFTA al mejor cortometraje (1963)
  - Mención especial en la Semana Internacional de Cine de Viena, 1963.
- Le Soupirant
  - Premio Louis-Delluc, 1963.
  - Premio del Film Cómico (Moscú), 1963.
  - Gran Premio del Festival Internacional de Acapulco, 1963.
- Yoyo
  - Gran Premio de la Juventud en el Festival de Cannes de 1965.
  - Gran Premio OCIC del Festival Internacional de Venecia, 1965.
- Tant qu'on a la santé
  - Sirena de plata en el Festival Internacional de Sorrento.
- Le Grand Amour
  - Gran Premio del Cine Francés.
  - Premio del Jurado Ecuménico del Festival de Cannes.
  - Premio de interpretación del Festival internacional de Panamá.
- Otros premios
  - Premio SACD por su espectáculo A quoi on joue ?, 1972.
  - Premio de plata del Festival International des Programmes Audiovisuels por Souris noire, 1987.
  - Medalla de plata del Festival de cine de Telluride, 2011.
  - Premio Aardman/Slapstick en el Slapstick Festival de Brístol, 2012.
  - Premio Jean Mitry en el Festival de Cine Mudo de Pordenone, 2012.
  - Gran Premio de la Société des auteurs et compositeurs dramatiques, 2013.
  - Trofeo de honor « al conjunto de su carrera », Ceremonia del décimo aniversario de los Premios Henri-Langlois y Rencontres internationales du cinéma de patrimoine, 2015.

## Publicaciones

### Libros
- Jean-Claude Carrière y Pierre Étaix (ilustraciones), Les Vacances de Monsieur Hulot, Éditions Robert Laffont, 1958.
- Graham Greene, Hugh Carleton Greene y Pierre Étaix (ilustraciones), Manuel du parfait petit Espion, éditions Robert Laffont, 1958.
- Jean-Claude Carrière y Pierre Étaix (ilustraciones), Mon oncle, éditions Robert Laffont, 1959.
- Jean-Claude Carrière y Pierre Étaix (ilustraciones), Le Petit Napoléon illustré, éditions Robert Laffont, 1963.
- Pierre Étaix, Le Carton à chapeaux, éditions G. Salachas, 1981.
- Pierre Étaix, Dactylographisme, éditions G. Salachas, 1982.
- Pierre Étaix, Croquis de Jerry Lewis, éditions G. Salachas, 1983.
- Pierre Étaix, Vive la pub, éditions G. Salachas, 1984.
- Pierre Étaix, Stars Système, éditions G. Salachas, 1986.
- Jean-Claude Carrière y Pierre Étaix (ilustraciones), Les Mots et la chose, éditions Balland, 1991.
- Pierre Étaix y André François (ilustraciones), Je hais les pigeons, Éditions Nemo / Seuil, 1996.
- Guy Franquet y Pierre Étaix (ilustraciones), Le Cochon rose, Éditions Mille et une nuits, 1997.
- Pierre Étaix, Les Hommes de..., Les Belles Lettres, 2001.
- Pierre Étaix, Karabistouilles, Seuil, 2001.
- Pierre Étaix, Critiquons la caméra, Éditions Séguier, 2001.
- Pierre Étaix, Il faut appeler un clown, un clown, éditions Séguier, 2001.
- Claude de Calan y Pierre Étaix (ilustraciones), Le Clown et le savant, Éditions Odile Jacob, 2004.
- Neil Sinyard (prefacio), Pierre Étaix y Jean-Claude Carrière (textos), Clowns au cinéma, éditions In Libris, 2004.
- Pierre Étaix, Étaix Pierre qui roule ménage sa monture, Le Cherche midi, 2005.
- Francis Ramirez y Christian Rolot, Étaix dessine Tati, éditions ARC, 2008.
- Pierre Étaix, Textes et texte Étaix, Le Cherche midi, 2009.
- Pierre Étaix, Textes et texte Étaix, reedición aumentada, Le Cherche midi, 2012.
- Odile y Marc Étaix, C'est ça Pierre Étaix, Arte éditions / éditions Séguier, 2015.

### Artículos
- Jean-Philippe Tessé, L'été d'Étaix - entretien avec Pierre Étaix, Cahiers du Cinéma, n° 657, junio de 2010
- Yannick Lemarié, Dictionnaire des objets au cinéma, éditions Dumane, 2017, pág. 189